# Louis-Marie Albe
Pour les articles homonymes, voir Albe.
Louis-Marie Albe est un homme politique français, ayant été maire de Marseille du 13 octobre 1848 au 16 août 1849.